# Artemisia brachyloba
Artemisia brachyloba là một loài thực vật có hoa trong họ Cúc. Loài này được Franch. mô tả khoa học đầu tiên.